# المساكين (فلم)
المساكين، فيلم دراما، وحرب مصري لعام 1952 من إخراج حسين صدقي، قصة وسيناريو وحوار إبراهيم الورداني، وعبد العزيز سلام. الفيلم من بطولة حسين صدقي، ومريم فخر الدين، وتحية كاريوكا،  ويروي قصة صداقة بريئة تربط بين الطفل الثري والطفلة الفقيرة، إلا أن الظروف تُفَرِّقهما ليعودا ويلتقيا بعد سنوات، يصير الشاب ضابطًاً، في حين تعمل الفتاة في كباريه، ولكنه لا يستطيع البُعد عنها بالرغم من ذلك.
صدر الفيلم إلى دور العرض المصرية في 7 يوليو 1952.
منح موقع قاعدة بيانات الأفلام العربية «السينما.كوم» الفيلم درجة 5.8/ 10.

## طاقم التمثيل
- حسين صدقي: في دور ممدوح
- مريم فخر الدين: في دور فتحية.
- تحية كاريوكا: في دور منيرة (ميمي الراقصة).
- دولت أبيض: في دور وجيدة هانم (والدة ممدوح).
- عزيزة حلمي: في دور فردوس (والدة فتحية).
- حسين عسر: في دور عبد الرحيم مدبولي (والد فتحية).
- عمر الجيزاوي: في دور حجازي (جندي المراسلة).
- وداد حمدي: في دور مسعدة (زوجة حجازي).
- محمد كامل: في دور سائق أسرة ممدوح.[9]

## أحداث الفيلم
تنشأ صداقة قوية بين الصبي ممدوح (حسين صدقي)، والفتاة فتحية (مريم فخر الين). ينتمي ممدوح إلى أسرة ثرية، فوالده أشرف باشا، وجده خيري باشا، ووالدته وجيدة هانم (دولت أبيض)، وهو ينحدر من أسرة رجالها أصحاب رتب عالية في الجيش المصري، وتطمع الأم في دفع الصبي ليأخذ نفس طريق والده وأجداده. يتعلق ممدوح بأسرة فتحية التي تعيش في كنف الأب عبد الرحيم مدبولي (حسين عسر) الموظف البسيط، الذي يتقاضى راتب 12 جنيه شهرياً، والام فردوس (عزيزة حلمي)، والشقيقة الكبرى منيرة (تحية كاريوكا)، والأخ صلاح. يذهب ممدوح بصحبة سائقه (محمد كامل) إلى بيت أسرة فتحية بحجة دروس أضافية، مما يدعو لغضب الأم وتتوعد بالاتصال بالمدرسة للاستفهام عن هذه الدروس الاضافية. تصاب أسرة فتحية بكارثة وفاة الوالد، مما يستدعي أن تنتقل الأسرة إلى بيت أصغر، وبإيجار أقل.
تمر 15 سنة ليصبح ممدوح ضابط بالجيش، وتطلب منه والدته الزواج بابنة زهيرة هانم (ثريا فخري) التي تلقت تعليماً فرنسياً، وجمالها شركسي، وتناوله الأم شبكة لتقديمها إلى الخطيبة الموعودة. يصطحب بعض الأصدقاء الضابط ممدوح لسهرة في كباريه حيث تقدم الراقصة ميمي، وهي منيرة شقيقة فتحية، فقرة راقصة. يجلس الأصدقاء مستمتعين بأجواء الكبارية، ويلمح ممدوح وجهاً مألوفاً، أنها فتحية بعد ما بلغت سن النضوج، وأصبحت رائعة الجمال. تجالس فتحية أحد رواد الكبارية الذي يتطاول عليها مما يدعو ممدوح إلى التدخل، وخصوصاً بعدما شاهد الشقيقة الكبيرة منيرة (أو ميمي الراقصة) وهي تعنف فتحية على عدم الانصياع لرغبات رواد الكباريه. يستخلص ممدوح فتحية، بعد ما كشف لها عن شخصيته، من الكبارية ويصطحبها إلى بيت جندي المراسلة الخاص به، حجازي (عمر الجيزاوي)، وزوجته مسعدة (وداد حمدي)، ويسلمهم المال الوفير لاستضافة فتحية في بيتهم.
تروي فتحية لممدوح، الذي تحول من الصديق الطفل إلى الحبيب الشاب، ما حدث للأسرة بعد وفاة معيلها الوحيد، وكيف عملت الأم، وبناتها في حياكة الملابس للسيدات، وهذا ما فتح الباب لتلتقط إحدى السيدات الشقيقة الكبرى منيرة، وتعرض عليها العمل في كباريه، وهي الجميلة، صاحبة القوام الرائع.
يسارع ممدوح إلى والدته ليبلغها أنه يتراجع عن الارتباط بابنة زهيرة هانم، وانه سوف يتزوج الفتاة التي أختارها قلبه، وتنهار الأم عندما تعرف أن الفتاة المختارة هي ابنة عبد الرحيم مدبولي. يصطحب ممدوح حبيبته فتحية لمقابلة والدته، ولكن الوالدة تطلب ان تنفرد بفتحية، وتقوم بطردها، وتهدد ممدوح بالانتحار إذا قرر الزواج بفتحية. تذهب منيرة (الراقصة ميمي) إلى والده ممدوح لتخبرها أن تمنع ابنها من مصاحبة شقيقتها. تهدد الأم ابنها بالانتحار، وعندما يغادر ممدوح مصراً على رأيه، تقوم الأم بالانتحار، وتنقل إلى المستشفى. يعود ممدوح ويعتذر لوالدته التي تقوم بعمل ما يلزم من توصيات لنقل ابنها الضابط إلى أسوان، وتعتبر أن هذا هو الحل لإبعاده عن حبيبته. يستجيب ممدوح، وينتقل إلى العيش في أسوان مصطحباً معه فتحية بعد أن عقد قرانه عليها سراً، وتمر أيام حياتهم الجديدة، وتلد فتحية صبي، يسعد الزوجين.
تبدأ عمليات عسكرية في فلسطين تستدعي سفر ممدوح من أسوان إلى القاهرة ثم إلى فلسطين. تأتي الأنباء باستشهاد ممدوح، وتأخذ فتحية ابنها إلى جدته، وتبكي الجدة وهي تحتضن الحفيد، ويظهر ممدوح الذي نجا من الموت بأعجوبة، ويحتضن الجميع.

## روابط خارجية
- المساكين على موقع IMDb (الإنجليزية)
- المساكين على موقع الدهليز
- المساكين على موقع قاعدة بيانات الأفلام العربية